# جزيرة بيلنغ
تقع جزيرة بيلنغ قبالة الساحل الشرقي لجزيرة سولاوسي الإندونيسية وهي أكبر جزيرة من جزر بانجاي. وهي محاطة بحر باندا وبحر الملوك وتبلغ مساحتها 2406 كيلومتر مربع.
هناك خمس مقاطعات في جزيرة وهي:
- بولاغي
- تاتابا
- سلاكان
- سامبيوت
- ليانغ

غالبية الناس في هذه الجزيرة يعيشون على الزراعة جوز الهند والبطاطا الحلوة، أو صيد الأسماك.
أكبر مدن الجزيرة هما باسيانو وبونغانانغ.
ومن الجزر القريبة التي تتبع جزر بانجاي:
- جزيرة بانجاي
- جزيرة بووكان
- جزيرة لابوبو
- جزيرة كيبونغان
- جزيرة كوتودان
- جزيرة تروبيتناندو
- جزيرة تيمباو
- جزيرة سالو الكبرى
- جزيرة سالو الصغرى
- جزيرة ماسيب
- جزيرة بانغكولو